# Elecciones generales de Samoa de 1976
Las elecciones generales de Samoa se llevaron a cabo el 21 de febrero de 1976 para escoger a los 47 miembros de la Asamblea Legislativa. Todos los candidatos se presentaron como independientes al no existir partidos políticos en el país. El voto estaba restringido a los Matai y descendientes de europeos. Tupua Tamasese Lealofi IV ejercía como Primer ministro en funciones desde la muerte de Fiame Mata'afa Faumuina Mulinu'u II en 1975. Tras la elección, fue reemplazado por Tuiatua Tupua Tamasese Efi.

## Resultados
| Partido                  | Votos | %   | Escaños |
| ------------------------ | ----- | --- | ------- |
| Independientes           | 9.203 | 100 | 47      |
| Votos en blanco/anulados | 98    | -   | -       |
| Total                    | 9.301 | 100 | 47      |
| Fuente: Nohlen et al.    |       |     |         |